# Rubén Peña
Rubén Peña Jiménez (* 18. Juli 1991 in Ávila) ist ein spanischer Fußballspieler.

## Karriere
Peña begann seine Karriere in seiner Heimatstadt bei Real Ávila, wo er sich bis in die Herrenmannschaft in der Tercera División hochspielte. Im Sommer 2012 wechselte er zu Real Valladolid, wo er für die B-Mannschaft spielen sollte. Am 1. November 2012 debütierte er für die Profis, als er im Viertrundenspiel des Cups gegen Betis Sevilla in der Startelf stand. Am 11. November 2012 spielte er schließlich erstmals in der Primera División; er debütierte im Spiel gegen den FC Valencia.
Nach vier Ligaeinsätzen verließ er Valladolid im Sommer 2013 und ging zum Drittligisten CD Guijuelo. Mit Guijuelo scheiterte er in der Saison 2013/14 im Aufstiegsplayoff am CD Leganés, der den Aufstieg in die Segunda División schaffte und dem sich Peña zur Saison 2014/15 auch anschloss.
Nachdem Leganés in seiner ersten Saison den zehnten Platz erreicht hatte, konnte man in der Saison 2015/16 Zweiter werden und somit in die Primera División aufsteigen.
Zur Saison 2016/17 wechselte Peña zum zukünftigen Ligakonkurrenten SD Eibar, bei dem er einen bis Juni 2019 gültigen Vertrag erhielt. Im Juli 2019 folgte der Wechsel zum FC Villarreal. Dort verbrachte der Spanier drei Jahre, bevor er sich im Sommer 2022 dem CA Osasuna anschloss.